# Незваные гости (фильм, 2005)
«Незваные гости» (англ. Wedding Crashers) — американская романтическая комедия 2005 года, третий полнометражный фильм, снятый Дэвидом Добкиным по сценарию Стива Фабера и Боба Фишера, в главных ролях Оуэн Уилсон, Винс Вон и Кристофер Уокен, а также Рейчел Макадамс, Айла Фишер, Брэдли Купер и Джейн Сеймур в ролях второго плана. Фильм повествует о двух посредниках по разводам (Уилсон и Вон), которые срывают свадьбы, пытаясь познакомиться и соблазнить женщин.
Фильм вышел в прокат 15 июля 2005 года на New Line Cinema и имел успех у критиков и коммерческий успех, собрав 288,5 миллионов долларов по всему миру при бюджете в 40 миллионов долларов. Это был 6-й самый кассовый фильм 2005 года в США и стал первой комедией с рейтингом R, которая собрала 200 миллионов долларов в отечественном прокате. Успех фильма был приписан тому, что он помог возродить популярность комедий для взрослых с рейтингом R.

## Сюжет
Джон Беквит (Оуэн Уилсон) и Джереми Грей (Винс Вон) — деловые партнёры и друзья всю жизнь. Они придумали способ снимать девушек прямо на свадьбах. Они получили тайный набор правил поведения на свадьбах Чеза Рейнхолд (Уилл Феррелл, в титрах не указан), гуру в этом деле. Джон и Джереми приходят на любые свадьбы и притворяются, что братья и работают в какой-либо сфере деятельности. Они так мило себя ведут, что, когда родственники спрашивают, кто они, парни выдумывают историю, и их пускают на каждую свадьбу. Каждая красивая женщина — в поле их зрения, и они ловят её взгляд. В конце концов каждый выбирает себе девушку и покоряет её сердце, а затем — на следующую свадьбу! Они никогда не остаются в тени, участвуют во всех действиях и даже фотографируются, режут торт, проводят бракосочетания и танцуют с невестой. Они — яркое событие на каждом приёме. Дочь Уильяма Клири (Кристофер Уокен), секретаря казначейства, выходит замуж, и это будет событие года в обществе. После срыва свадьбы Джон и Джереми устремляют свои взгляды на двух сестёр Клири, Клэр (Рэйчел Макадамс) и Глорию (Айла Фишер). Так начинаются их уроки настоящей любви.
Глория на поверку оказывается девственницей-нимфоманкой. Младший брат голубым, который западает на Джереми. Мать семейства пытается соблазнить Джона, придя к нему ночью, чтобы он потрогал её грудь. Джереми пытается сбежать от этого чокнутого семейства, а Джон влюбляется в Клер. Одна проблема: у Клер есть жених — Зак, который чует что-то неладное и пытается вывести друзей на чистую воду. После разоблачения, при помощи частного детектива, нанятого Заком, проходит несколько месяцев. Джон пробирается на вечеринку по поводу помолвки Зака и Клер в виде официанта. Но Зак с помощью друзей выкидывает его на улицу и избивает. Джереми тем временем тайно встречается с Глорией и признаётся Джону, что влюблён в неё и делает ей предложение. Джон от отчаяния идёт к Чезу, родоначальнику афер на свадьбах, тот сейчас промышляет мошенничеством на похоронах. Сходив с ним на одни из похорон, он понимает, что надо что-то менять и бежит на свадьбу к Джереми. Там он произносит пламенную речь Клер с признанием в любви. Зак же пытается остановить Джона и просит вмешаться отца, называя Клер чокнутой. Отец встаёт на сторону Клер, которая отказывается выходить замуж за Зака. Зак начинает орать на Клер и её отца, потом пытается ударить Джона, но вмешивается Джереми и вырубает Зака с одного удара.
В конце Джон с Клер и Джереми с Глорией едут на машине и Джереми предлагает заехать на неизвестную свадьбу, чтобы погулять. Клер ловит кураж и придумывает легенду, что они фольклорная группа из Солт-Лейк-Сити.

## В ролях
| Актёр                | Роль                   |
| -------------------- | ---------------------- |
| Оуэн Уилсон          | Джон Беквит            |
| Винс Вон             | Джереми Грей           |
| Кристофер Уокен      | секретарь Уильям Клири |
| Рэйчел Макадамс      | Клэр Клири             |
| Джейн Сеймур         | Кэтлин Клири           |
| Айла Фишер           | Глория Клири           |
| Эллен Альбертини Дау | бабушка Мэри Клири     |
| Кейр О`Доннелл       | Тодд Клири             |
| Брэдли Купер         | Закари «Зак» Лодж      |
| Рон Кэнада           | дворецкий Рандольф     |
| Генри Гибсон         | отец О'Нил             |
| Уилл Феррелл         | Гуру Чез               |

## Съёмочная группа
- Режиссёр — Дэвид Добкин
- Продюсер — Питер Абрамс, Кейл Бойтер, Ричард Бренер
- Сценарист — Стив Фабер,Боб Фишер,
- Оператор — Хулио Макат
- Композитор — The Flaming Lips, Рольф Кент, Джо Лерволд
- Монтаж — Марк Ливолси
- Подбор актёров — Лиза Бич, Сара Кацман
- Художники-постановщики — Кевин Констант
- Декоратор — Гаррет Льюис
- Художник по костюмам — Дениз Вингейт

## Награды
MTV Movie Awards (2006)
Победитель (3):
- Прорыв года (Айла Фишер)
- Лучший фильм
- Лучшая экранная команда (Винс Вон, Оуэн Уилсон)

Номинации (2):
- Лучшая комедийная роль (Винс Вон)
- Лучшая комедийная роль (Оуэн Уилсон)

American Cinema Editors 2006 год, награда Eddie
Номинации (1)
- Лучшие монтаж художественного фильма, комедии или мюзикла (Марк Ливолси)

Broadcast Film Critics Association Awards 2006 год, награда «Выбор критиков»
Номинации (1)
- Лучшая комедия

Casting Society of America 2006 год, премия Artios
Победитель (1)
- Лучший кастинг на художественный фильм — комедию (Лиза Бич, Сара Кацман)

Empire Awards 2006 год, Empire Award
Номинации (1)
- Лучшая комедия

Golden Trailer Awards 2006 год, награда Golden Trailer
Победитель (1)
- Лучшая комедия

People’s Choice Awards (2006)
Победитель (2)
- Favorite On-Screen Match-Up (Винс Вон, Оуэн Уилсон)

Teen Choice Awards (2006)
Победитель (1)
- Лучшая комедийная актриса

Номинации (3)
- Лучший побег (Айла Фишер)
- Hissy Fit (Айла Фишер)
- Liplock (Рэйчел Макадамс, Оуэн Уилсон)

Teen Choice Awards (2005 год)
Победитель (1)
- Лучший фильм лета

## Дополнительные факты
- Оуэн Уилсон и Винс Вон импровизировали в ходе съёмок и нередко самостоятельно сочиняли реплики своим персонажам.
- На итальянской свадьбе парень, который сидит рядом с Оуэном Уилсоном, является его родным дядей.
- Для того, чтобы свадьбы смотрелись более реально, на съёмках присутствовал настоящий распорядитель свадеб.